# Banbury (circonscription du Parlement britannique)

Localisation de Banbury au sein de l'Oxfordshire.

La circonscription de Banbury est une circonscription électorale anglaise située dans l'Oxfordshire et représentée à la Chambre des communes du Parlement britannique.

## Liste des députés
| Élection   | Député               | Parti | Parti              |
| ---------- | -------------------- | ----- | ------------------ |
| 1885       | Bernhard Samuelson   |       | Parti libéral      |
| 1895       | Albert Brasse        |       | Parti conservateur |
| 1906       | Eustace Fiennes      |       | Parti libéral      |
| janv. 1910 | Robert Brassey       |       | Parti conservateur |
| déc. 1910  | Eustace Fiennes      |       | Parti libéral      |
| 1918       | Rhys Rhys-Williams   |       | Parti libéral      |
| 1922       | James Edmondson      |       | Parti conservateur |
| 1945       | Douglas Dodds-Parker |       | Parti conservateur |
| 1959       | Neil Marten          |       | Parti conservateur |
| 1983       | Tony Baldry          |       | Parti conservateur |
| 2015       | Victoria Prentis     |       | Parti conservateur |
| 2024       | Sean Woodcock        |       | Parti travailliste |